# ジョン・ギューリック
ジョン・トーマス・ギューリック（John Thomas Gulick、1832年3月13日 - 1923年4月14日）は、アメリカ合衆国の貝類学者・進化生物学者・アメリカン・ボードの宣教師。苗字は「ギュリック」と書かれることもある。ハワイ諸島に固有のカタツムリであるハワイマイマイ類の研究で知られる。
宣教師として清朝後期の中国と明治中期の日本に滞在し、これらの地域でも陸産貝類の研究を行った。日本近代貝類学の礎を築いた平瀬与一郎が貝類研究を始めたのは同志社の博物学教師ゲインズを通じてギューリックのハワイマイマイ類の研究を知ったのがきっかけであったと言われている。
- 誤解され易いが、ギュリキマイマイ Euhadra eoa gulicki Pilsbry,1928 やギュリキギセル Stereophaedusa addisoni addisoni (Pilsbry,1901) などに献名されているのはジョンの息子アディソン・ギューリック（Addison Gulick：1882-1967）。
- 同じ時期に日本で活躍した宣教師オラメル・ヒンクリー・ギューリックは実兄
- 1920年代頃に険悪になりつつあった日米の親善運動の一環として、日本では「青い目の人形」として知られる人形交流を行ったシドニー・ギューリックは甥（ジョンの兄ルーサーの長男）。

## 経歴
1832年にハワイ王国のカウアイ島・ワイメアで父ピーター（Peter Johnson Gulick：1797-1877）と母ファニー（Fanny Hinckley Thomas：1798-1883）との間に生まれた。1851年にはハワイマイマイ類の研究と標本収集を始めた。ハワイマイマイ類（Achatinella）は、隔絶された島嶼で多種多様に種分化しているカタツムリの一グループで、ギューリックは10代の早いうちからこれらに興味を持っていた。研究の結果、ハワイマイマイ類がハワイ諸島のごく限られた地域に多くの種類が集中して分布すること、またそれぞれの分布域は重ならないことを発見した。
1853年、チャールズ・ダーウィンの『ビーグル号航海記』と、ヒュー・ミラーの"The Footprints of the Creator"を読んだギューリックは"The Distribution of Plants and Animals"（動植物の分布）という論文を Punahou Debating Society に発表した。1855年にはマサチューセッツ州のウィリアムズ大学に入学し、博物学会館（Lyceum of Natural History）で研究を行った。1859年には博物学会館の館長に選出された。大学卒業後、ギューリックはニューヨークの神学校へ進学し、在学中にダーウィンの『種の起源』を読んだ。 彼は2年間在学した後、1861-1862年は貝類採集のためにパナマと日本へ旅行した。
1864年（同治3年）にギューリックは宣教師として中国に赴いたが、この間にも彼はカタツムリの研究を続けていた。1872年に彼は"On the Variation of Species as Related to Their Geographical Distribution, Illustrated by the Achatinellinae"を執筆し、『ネイチャー』に掲載された。
同じく1872年、ギューリックは中国を出国しイギリスへ2年間旅行した。 その間、彼はチャールズ・ダーウィンとの文通を始め、彼の研究に関してダーウィンの査読を求めた。その論文"On Diversity of Evolution Under One Set of External Conditions"は、『Journal of the Linnean Society of London, Zoology』に掲載された。翌1873年、ギューリックは中国に戻った。
1875年（明治8年）、彼は日本へ渡り、ここでも布教活動の傍らカタツムリの研究を続けた。1888年に、論文"Divergent Evolution Through Cumulative Segregation"を発表し、『Journal of the Linnean Society of London, Zoology』に掲載された。1889年にはアデルバート大学から名誉博士号を受けた。 1891年には論文"Intensive Segregation, or Divergence Through Independent Transformation"が、『Journal of the Linnean Society of London, Zoology』で発行された。滞日中には平瀬與一郎に出会い、貝類学を教えた。後に平瀬は貝類学者となり、日本における貝類学の発展に貢献する。
1899年（明治32年）、ギューリックは離日しオハイオ州オベリンへ渡った。 オハイオでは「社会の発展は愛他的な動機と共同の精神の結果である」という信念のもとに、研究対象を「人間社会の発展」へと広げた。1905年には、論文"Evolution, Racial and Habitudinal"を執筆し、同年にはオベリン大学から名誉博士号を受けた。その後ギューリックはハワイへ戻り、1923年4月14日に91歳で没するまでホノルルで過ごした。

## 進化論者として
1872年、ギューリックは「進化の大部分が、種の存続と無関係の偶然の変化の結果である」という理論を提案した。これは今日の「遺伝的浮動」という説にあたる。ハワイマイマイ類がほぼ同じ環境条件の下で生息していながら多様に種分化していたことに注目し、彼はこの理論に達した。この説は進化における偶然要因の重要性を認めること促進したが、彼が支持するダーウィンの自然選択説においては、モリッツ・ワグナーの"Migration theory"（移動理論）と一致しなかった。
1888年、ギューリックは二つの用語を提唱した。進化の上で観測できる種の多様化などにおいて、単一種が変化する"anagenesis"（向上進化、嘗てはtransformation）、多くの種分化が起こる"cladogenesis"（分岐進化)である。後にジョージ・ロマネスがこの用語を採用し、進化論の研究を行った。
ギューリックは後に、種分化の地理的モデルを提案し、「地理的な分化こそが種分化の唯一の道であった」とするモーリッツ・ワグナーと議論を行った。
彼はダーウィンの『ビーグル号航海記』に触発されて研究に入り、終始彼の「種が変化して別種になる」という説を支持してきた。ギュリックが標本を持って訪れた時、ダーウィンはとても喜び、議論を続けるために彼を夕食に誘ったと伝えられる。彼の研究が進化論を強く支持するものと考えたからである。しかしギュリックの考えはダーウィンと必ずしも同じではなかった。彼は種の分化において地理的隔離と、そして偶然の結果が重要であると考えていた。この2つはダーウィンも取り上げてはおり、しかし自然選択に比べれば重要なものでないと考えていたものである。
彼が研究対象としたハワイのカタツムリは主としてハワイマイマイ科とシイノミマイマイ科のもので、いずれもハワイ諸島に固有である。彼はハワイマイマイ科のものが極めて多くの種を含み、様々な斑紋や色の組み合わせを持つことを見いだした。それらは主として島ごと、あるいは同じ島でも谷ごとに隔離されており、それぞれが別種と判断された。特にオアフ島では山の稜線で区切られた谷ごとに異なる種が存在し、それらは稜線を境にしてわずかな距離で別種が存在する状況がある。そのような場合、それらは別種ではあるが、その生息環境や食べる餌は同じであり、その色や形の違いを適応で説明するのは難しい。むしろその変化は偶然に依存し、ランダムに変化するものと考えられる、とする。
彼は日本に移住した頃にエジンバラ大学のジョージ・ロマネスと手紙での交流を持った。ロマネスはダーウィンの最後の、そしてもっとも若い弟子であり、師が『種の起源』で充分に説明しなかった種分化の機構について自然選択説だけでは不十分ではないかと考えていた。そこからギュリックは種の違いについて考察を進め、種分化が異なる集団間で交配が妨げられる仕組み、つまり生殖的隔離であると考えるに至った。
ギュリックは1888年にハワイマイマイの研究に基づく種分化の理論を発表した。彼はその中で地理的に一まとまりの集団では生殖的隔離が生まれず、種分化も起こらないこと、種分化が生じるためには集団が地理的に隔離されなければならないこと、その際の変化は集団の持つ性質がランダムに起きることによる、とした。
彼はこのような考えから確率について数学的な面をも検討に入れた。1905年に発表した著作の中で、集団に参加できない個体や、あるいは個体群内のランダムな死亡が集団における変異の構成(個体群内にどんな模様の個体がどれだけいるか、というような)に対して影響を及ぼすことを述べた。具体例として、彼は火山噴火でカタツムリの個体がある程度まとまって死亡すると、それによって集団ごとのからの色に変化が生じることを上げている。これは後に『遺伝的浮動』と呼ばれるプロセスとして定式化される。
また大きな集団からごく一部が隔離された場合にも種分化が起きることを述べ、その際に大きな集団から少数をランダムに取り出すとその変異の構成は元の集団より偏ったものになることが確率的に予想される。つまりそこから生じた新たな集団は元の集団と異なったものになる。これは後に『創始者効果』と呼ばれるが、これは30年後のことであった。

### 論争と評価
1888年の論文はアルフレッド・ウォレスからの厳しい非難を浴びた。ウォレスは激しく非難した。彼はネイチャー誌に強い批判のコメントを載せた。その文章は彼がギュリックから論文を受け取り、リンネ協会での雑誌掲載の力添えを求められたという話に始まり、しかしそれに添えた手紙に『自分はこの論文を読んでいない』し推薦も『したくない』と書いた、と続け、さらに『この長大な論文のほとんどすべてのページに疑問点と間違いが見受けられる』とまで書いた。彼の論点は地理的隔離が起きる場合、その場の違いで環境が違うのは当然であり、その結果種が変わるとすればその違いに基づく自然選択の結果であること、彼の論文には自然選択に変わる新しい原理は何一つない、といったことであった。ギュリックが「別の種が同じ環境にすんでいる」とした点も、ウォレスは「単にあなたには違いが見えないだけだ」と言ったとされる。これは、この時期、すでにダーウインはおらず、ウォレスがダーウィンの理論の護り手を自ら任じていたような流れがあり、「適応論者」としてギュリックの考えが許せなかったと言うことがあったと思われる。
これに対してギュリックも反論を載せることを考えたが、論争の場になることを恐れた編集者に止められた。代わりにロマネスが反論文を掲載し、ウォレスの論が『自然選択で何でも説明できるという憶測』に基づくものだと返している。
この論争そのものは決着に至らなかったものの、これは進化に自然選択以外のプロセスが存在し得ることを多くのひとに印象づけ、またギュリックを当時世界で最も影響のある進化学者と見なされる役割を果たした。
ただし彼が1905年に彼の集大成とも言える書を出した時、評価は高かったものの、その影響は大きくなかった。この時期、メンデルの遺伝法則が再発見され、進化論はそれに関わって生まれた突然変異説が注目を受けていたのである。メンデルの法則は生物の形質が不連続な変異に結びつけられ、その点でダーウィン説と折り合わないと、この時期には考えられていた。ギュリック自身はメンデル遺伝と自然選択が矛盾しないと理解し、そのことを息子への手紙に記しているが、この当時の生物学者ではこれは少数派だった。彼の説が見直され、その重要性が理解されるには、ダーウィン流の進化論がメンデル流の遺伝学と結びつき、いわゆる総合学説が生まれる1930年代まで待たねばならなかった。

## ギューリックに対する批判
ジャーナリストのベヴァリー・スターンズと動物学者スティーヴン・スターンズの報告では、ギューリックは3年間で44,500匹のハワイマイマイ類を収集した。しかしそれらの採集地は適切に記録されておらず、収集品の一部はいまや科学的価値が無いとされた。また彼が集めた種の多くは今日のハワイでは見ることができないが、これら多くのハワイマイマイ類が絶滅したのは、ギューリックによる乱獲も一因だったのではないかと考えられている。

## 伝記
下記は息子のアディソンが書いた伝記の日本語訳。
- アディソン・ギュリック編著『貝と十字架 : 進化論者宣教師 J. T. ギュリックの生涯』

渡辺正雄・榎本恵美子訳、「東西交流叢書」雄松堂出版 1988年7月 ISBN 4841900462

## 家系図
|                                  |                                  |                                  |                                  |                                      |                                      |                                      |                                      |                                                  |                                                  |                                                  |                                                  | Peter Johnson Gulick (1796–1877)                 | Peter Johnson Gulick (1796–1877)                 | Peter Johnson Gulick (1796–1877)                                     | Peter Johnson Gulick (1796–1877)                                     | Peter Johnson Gulick (1796–1877)                                     | Peter Johnson Gulick (1796–1877)                                     |                                                                      |                                                                      | Fanny Hinckley Thomas (1798–1883) | Fanny Hinckley Thomas (1798–1883) | Fanny Hinckley Thomas (1798–1883)                   | Fanny Hinckley Thomas (1798–1883)                   | Fanny Hinckley Thomas (1798–1883)                   | Fanny Hinckley Thomas (1798–1883)                   |                                                     |                                                     |  |  |                                   |                                   |                                   |                                   |                                   |                                   |                                  |  |  |  |  |  |
|                                  |                                  |                                  |                                  |                                      |                                      |                                      |                                      |                                                  |                                                  |                                                  |                                                  | Peter Johnson Gulick (1796–1877)                 | Peter Johnson Gulick (1796–1877)                 | Peter Johnson Gulick (1796–1877)                                     | Peter Johnson Gulick (1796–1877)                                     | Peter Johnson Gulick (1796–1877)                                     | Peter Johnson Gulick (1796–1877)                                     |                                                                      |                                                                      | Fanny Hinckley Thomas (1798–1883) | Fanny Hinckley Thomas (1798–1883) | Fanny Hinckley Thomas (1798–1883)                   | Fanny Hinckley Thomas (1798–1883)                   | Fanny Hinckley Thomas (1798–1883)                   | Fanny Hinckley Thomas (1798–1883)                   |                                                     |                                                     |  |  |                                   |                                   |                                   |                                   |                                   |                                   |                                  |  |  |  |  |  |
|                                  |                                  |                                  |                                  |                                      |                                      |                                      |                                      |                                                  |                                                  |                                                  |                                                  |                                                  |                                                  |                                                                      |                                                                      |                                                                      |                                                                      |                                                                      |                                                                      |                                   |                                   |                                                     |                                                     |                                                     |                                                     |                                                     |                                                     |  |  |                                   |                                   |                                   |                                   |                                   |                                   |                                  |  |  |  |  |  |
|                                  |                                  |                                  |                                  |                                      |                                      |                                      |                                      |                                                  |                                                  |                                                  |                                                  |                                                  |                                                  |                                                                      |                                                                      |                                                                      |                                                                      |                                                                      |                                                                      |                                   |                                   |                                                     |                                                     |                                                     |                                                     |                                                     |                                                     |  |  |                                   |                                   |                                   |                                   |                                   |                                   |                                  |  |  |  |  |  |
|                                  |                                  |                                  |                                  | Luther Halsey Gulick Sr. (1828–1891) | Luther Halsey Gulick Sr. (1828–1891) | Luther Halsey Gulick Sr. (1828–1891) | Luther Halsey Gulick Sr. (1828–1891) | Luther Halsey Gulick Sr. (1828–1891)             | Luther Halsey Gulick Sr. (1828–1891)             |                                                  |                                                  |                                                  |                                                  | オラメル・ヒンクリ・ギューリック Orramel Hinckley Gulick (1830–1923) | オラメル・ヒンクリ・ギューリック Orramel Hinckley Gulick (1830–1923) | オラメル・ヒンクリ・ギューリック Orramel Hinckley Gulick (1830–1923) | オラメル・ヒンクリ・ギューリック Orramel Hinckley Gulick (1830–1923) | オラメル・ヒンクリ・ギューリック Orramel Hinckley Gulick (1830–1923) | オラメル・ヒンクリ・ギューリック Orramel Hinckley Gulick (1830–1923) |                                   |                                   | ジョン・ギューリック John Thomas Gulick (1832–1923) | ジョン・ギューリック John Thomas Gulick (1832–1923) | ジョン・ギューリック John Thomas Gulick (1832–1923) | ジョン・ギューリック John Thomas Gulick (1832–1923) | ジョン・ギューリック John Thomas Gulick (1832–1923) | ジョン・ギューリック John Thomas Gulick (1832–1923) |  |  | William Hooker Gulick (1835–1922) | William Hooker Gulick (1835–1922) | William Hooker Gulick (1835–1922) | William Hooker Gulick (1835–1922) | William Hooker Gulick (1835–1922) | William Hooker Gulick (1835–1922) |                                  |  |  |  |  |  |
|                                  |                                  |                                  |                                  | Luther Halsey Gulick Sr. (1828–1891) | Luther Halsey Gulick Sr. (1828–1891) | Luther Halsey Gulick Sr. (1828–1891) | Luther Halsey Gulick Sr. (1828–1891) | Luther Halsey Gulick Sr. (1828–1891)             | Luther Halsey Gulick Sr. (1828–1891)             |                                                  |                                                  |                                                  |                                                  | オラメル・ヒンクリ・ギューリック Orramel Hinckley Gulick (1830–1923) | オラメル・ヒンクリ・ギューリック Orramel Hinckley Gulick (1830–1923) | オラメル・ヒンクリ・ギューリック Orramel Hinckley Gulick (1830–1923) | オラメル・ヒンクリ・ギューリック Orramel Hinckley Gulick (1830–1923) | オラメル・ヒンクリ・ギューリック Orramel Hinckley Gulick (1830–1923) | オラメル・ヒンクリ・ギューリック Orramel Hinckley Gulick (1830–1923) |                                   |                                   | ジョン・ギューリック John Thomas Gulick (1832–1923) | ジョン・ギューリック John Thomas Gulick (1832–1923) | ジョン・ギューリック John Thomas Gulick (1832–1923) | ジョン・ギューリック John Thomas Gulick (1832–1923) | ジョン・ギューリック John Thomas Gulick (1832–1923) | ジョン・ギューリック John Thomas Gulick (1832–1923) |  |  | William Hooker Gulick (1835–1922) | William Hooker Gulick (1835–1922) | William Hooker Gulick (1835–1922) | William Hooker Gulick (1835–1922) | William Hooker Gulick (1835–1922) | William Hooker Gulick (1835–1922) | Theodore Weld Gulick (1837–1924) |  |  |  |  |  |
|                                  |                                  |                                  |                                  |                                      |                                      |                                      |                                      |                                                  |                                                  |                                                  |                                                  |                                                  |                                                  |                                                                      |                                                                      |                                                                      |                                                                      |                                                                      |                                                                      |                                   |                                   | アディソン・ギューリック Addison Gulick (1882-1967) | アディソン・ギューリック Addison Gulick (1882-1967) | アディソン・ギューリック Addison Gulick (1882-1967) | アディソン・ギューリック Addison Gulick (1882-1967) | アディソン・ギューリック Addison Gulick (1882-1967) | アディソン・ギューリック Addison Gulick (1882-1967) |  |  | Thomas Lafron Gulick (1839–1904)  | Thomas Lafron Gulick (1839–1904)  | Thomas Lafron Gulick (1839–1904)  | Thomas Lafron Gulick (1839–1904)  | Thomas Lafron Gulick (1839–1904)  | Thomas Lafron Gulick (1839–1904)  |                                  |  |  |  |  |  |
|                                  |                                  |                                  |                                  |                                      |                                      |                                      |                                      |                                                  |                                                  |                                                  |                                                  |                                                  |                                                  |                                                                      |                                                                      |                                                                      |                                                                      |                                                                      |                                                                      |                                   |                                   | アディソン・ギューリック Addison Gulick (1882-1967) | アディソン・ギューリック Addison Gulick (1882-1967) | アディソン・ギューリック Addison Gulick (1882-1967) | アディソン・ギューリック Addison Gulick (1882-1967) | アディソン・ギューリック Addison Gulick (1882-1967) | アディソン・ギューリック Addison Gulick (1882-1967) |  |  | Thomas Lafron Gulick (1839–1904)  | Thomas Lafron Gulick (1839–1904)  | Thomas Lafron Gulick (1839–1904)  | Thomas Lafron Gulick (1839–1904)  | Thomas Lafron Gulick (1839–1904)  | Thomas Lafron Gulick (1839–1904)  |                                  |  |  |  |  |  |
|                                  |                                  |                                  |                                  |                                      |                                      |                                      |                                      |                                                  |                                                  |                                                  |                                                  |                                                  |                                                  |                                                                      |                                                                      |                                                                      |                                                                      |                                                                      |                                                                      |                                   |                                   |                                                     |                                                     |                                                     |                                                     |                                                     |                                                     |  |  |                                   |                                   |                                   |                                   |                                   |                                   |                                  |  |  |  |  |  |
| Sarah Frances Gulick (1854–1937) | Sarah Frances Gulick (1854–1937) | Sarah Frances Gulick (1854–1937) | Sarah Frances Gulick (1854–1937) | Sarah Frances Gulick (1854–1937)     | Sarah Frances Gulick (1854–1937)     |                                      |                                      | シドニー・ギューリック Sidney Gulick (1860–1945) | シドニー・ギューリック Sidney Gulick (1860–1945) | シドニー・ギューリック Sidney Gulick (1860–1945) | シドニー・ギューリック Sidney Gulick (1860–1945) | シドニー・ギューリック Sidney Gulick (1860–1945) | シドニー・ギューリック Sidney Gulick (1860–1945) |                                                                      |                                                                      |                                                                      |                                                                      | Luther Gulick (1865–1918)                                            | Luther Gulick (1865–1918)                                            | Luther Gulick (1865–1918)         | Luther Gulick (1865–1918)         | Luther Gulick (1865–1918)                           | Luther Gulick (1865–1918)                           |                                                     |                                                     |                                                     |                                                     |  |  |                                   |                                   |                                   |                                   |                                   |                                   |                                  |  |  |  |  |  |
| Sarah Frances Gulick (1854–1937) | Sarah Frances Gulick (1854–1937) | Sarah Frances Gulick (1854–1937) | Sarah Frances Gulick (1854–1937) | Sarah Frances Gulick (1854–1937)     | Sarah Frances Gulick (1854–1937)     |                                      |                                      | シドニー・ギューリック Sidney Gulick (1860–1945) | シドニー・ギューリック Sidney Gulick (1860–1945) | シドニー・ギューリック Sidney Gulick (1860–1945) | シドニー・ギューリック Sidney Gulick (1860–1945) | シドニー・ギューリック Sidney Gulick (1860–1945) | シドニー・ギューリック Sidney Gulick (1860–1945) |                                                                      |                                                                      |                                                                      |                                                                      | Luther Gulick (1865–1918)                                            | Luther Gulick (1865–1918)                                            | Luther Gulick (1865–1918)         | Luther Gulick (1865–1918)         | Luther Gulick (1865–1918)                           | Luther Gulick (1865–1918)                           |                                                     |                                                     |                                                     |                                                     |  |  |                                   |                                   |                                   |                                   |                                   |                                   |                                  |  |  |  |  |  |
|                                  |                                  |                                  |                                  |                                      |                                      |                                      |                                      |                                                  |                                                  |                                                  |                                                  |                                                  |                                                  |                                                                      |                                                                      |                                                                      |                                                                      |                                                                      |                                                                      |                                   |                                   |                                                     |                                                     |                                                     |                                                     |                                                     |                                                     |  |  |                                   |                                   |                                   |                                   |                                   |                                   |                                  |  |  |  |  |  |
|                                  |                                  | Luther Halsey Gulick (1892–1993) | Luther Halsey Gulick (1892–1993) | Luther Halsey Gulick (1892–1993)     | Luther Halsey Gulick (1892–1993)     | Luther Halsey Gulick (1892–1993)     | Luther Halsey Gulick (1892–1993)     |                                                  |                                                  | Sidney Lewis Gulick Jr. (1902–1988)              | Sidney Lewis Gulick Jr. (1902–1988)              | Sidney Lewis Gulick Jr. (1902–1988)              | Sidney Lewis Gulick Jr. (1902–1988)              | Sidney Lewis Gulick Jr. (1902–1988)                                  | Sidney Lewis Gulick Jr. (1902–1988)                                  |                                                                      |                                                                      | Frances Jewett Gulick (1891–1936)                                    | Frances Jewett Gulick (1891–1936)                                    | Frances Jewett Gulick (1891–1936) | Frances Jewett Gulick (1891–1936) | Frances Jewett Gulick (1891–1936)                   | Frances Jewett Gulick (1891–1936)                   |                                                     |                                                     |                                                     |                                                     |  |  |                                   |                                   |                                   |                                   |                                   |                                   |                                  |  |  |  |  |  |
|                                  |                                  | Luther Halsey Gulick (1892–1993) | Luther Halsey Gulick (1892–1993) | Luther Halsey Gulick (1892–1993)     | Luther Halsey Gulick (1892–1993)     | Luther Halsey Gulick (1892–1993)     | Luther Halsey Gulick (1892–1993)     |                                                  |                                                  | Sidney Lewis Gulick Jr. (1902–1988)              | Sidney Lewis Gulick Jr. (1902–1988)              | Sidney Lewis Gulick Jr. (1902–1988)              | Sidney Lewis Gulick Jr. (1902–1988)              | Sidney Lewis Gulick Jr. (1902–1988)                                  | Sidney Lewis Gulick Jr. (1902–1988)                                  |                                                                      |                                                                      | Frances Jewett Gulick (1891–1936)                                    | Frances Jewett Gulick (1891–1936)                                    | Frances Jewett Gulick (1891–1936) | Frances Jewett Gulick (1891–1936) | Frances Jewett Gulick (1891–1936)                   | Frances Jewett Gulick (1891–1936)                   |                                                     |                                                     |                                                     |                                                     |  |  |                                   |                                   |                                   |                                   |                                   |                                   |                                  |  |  |  |  |  |
|                                  |                                  |                                  |                                  |                                      |                                      |                                      |                                      |                                                  |                                                  | Denny Gulick                                     |                                                  |                                                  |                                                  |                                                                      |                                                                      |                                                                      |                                                                      |                                                                      |                                                                      |                                   |                                   |                                                     |                                                     |                                                     |                                                     |                                                     |                                                     |  |  |                                   |                                   |                                   |                                   |                                   |                                   |                                  |  |  |  |  |  |